# Wolfgang Weinreich (Pilot)
Wolfgang Franz Weinreich (* 1937) ist ein deutscher Pilot, Fluglehrer und Verbandsfunktionär. Er war unter anderem Präsident des Deutschen Aero Clubs (DAeC) und des Weltluftsportverbands Fédération Aéronautique Internationale (FAI).

## Wirken
Weinreich war im Beruf Flugkapitän der Lufthansa. Im Jahr 1990 schied er als Flottenchef der Boeing 747-200 und Hauptabteilungsleiter aus dem Dienst. Zudem war er Kapitän der Ju 52 „D-AQUI“. Im Jahr 1991 landete er als DAeC-Vizepräsident mit der Tante Ju auf dem Flugplatz Schönhagen, Anlass war der erste Deutschlandflug nach der Wiedervereinigung.
Weinreich ist seit 1952 aktiver Segelflieger und wurde später zum Segel- und Motorfluglehrer ausgebildet. Daneben hat er sich viele Jahre für den Luftsport engagiert. Im Jahr 1991 wurde er Vizepräsident des Deutschen Aero Clubs und 1996 der FAI. Weinreich war Präsident und ist seit 2000 Ehrenpräsident des europäischen Luftsportverbands „Europe Air Sports“ (EAS). Von 1996 bis 2002 wurde er als Präsident des Deutschen Aero Clubs gewählt, ein Amt, das er im Herbst 2000 niederlegte.
Von September 2000 bis zum Oktober 2004 war Weinreich als erster Deutscher Präsident des Weltluftsportverbandes FAI in Lausanne. Anschließend übernahm er von September 2004 bis Mai 2016 die Präsidentschaft der Traditionsgemeinschaft der Alten Adler. Im Mai und im November 2016 wurde Weinreich jeweils mit der Ehrenpräsidentschaft der Alten Adler und des Deutschen Aero Clubs ausgezeichnet.

## Familie
Weinreich ist mit der fünffachen Segelflug-Europameisterin Gisela Weinreich verheiratet. Das Ehepaar hat zwei Söhne.

## Auszeichnungen (Auswahl)
- Bundesverdienstkreuz am Bande (2005)
- Goldenes Verdienstkreuz der Republik Polen (2002)[4]
- Ehrenpräsident (2016) und goldene Ehrennadel des DAeC (2002).